# Jacques Pousset de Montauban
Jacques François Pousset de Montauban (circa 1610 bis 16. Januar 1685) war ein französischer Jurist, Parlamentsadvokat und Schriftsteller.

## Herkunftsfamilie
Die Familie Pousset zählte im 16. und 17. Jahrhundert zum gehobenen Bürgertum im französischen Le Mans. Mitglieder der Familie wurden oft als Domänenaufseher in der Grafschaft bzw. dem Herzogtum Maine bekannt. Die historische Provinz Maine mit der Hauptstadt Le Mans umfasste im Wesentlichen die heutigen Departments Sarthe und Mayenne, die wiederum die Region „Pays de la Loire“ bilden. Derzeit beherbergt Le Mans die Präfektur des Departments Sarthe. Der Adelstitel „de Montauban“ dürfte sich auf einen Ort gleichen Namens beziehen, der heute zu Mauges-sur-Loire gehört.
Der früheste nachweisbarer Ahne der Familie und damit Stammvater der Lineage war Gervais Pousset, der um 1400 geboren in La Chartre sur le loir gelebt hatte. Jacques’ Großmutter Anne Pousset (geboren ca. 1550) erscheint im Jahre 1622 als Domänenaufseherin des Familienbesitzes. Der Vater ihrer Kinder ist mit René Frican aus Maienne bekannt. Anne hatte sechs Söhne (René I., Josias, Claude, René II., Pierre) und eine Tochter Marie. Josias Pousset, Sieur de Guimplerie, war Ratsherr zu Le Mans und beider Brüder Claude und René Pousset II. waren als Domherr in Coeffors bzw. Priester in Sonligné Mitglieder des geistlichen Standes. Von dem weiteren Sohn Pierre Pousset und der Tochter Marie Pousset sind nur die Ehepartner und Kinder bekannt (Chevalier, 1933).
Jacques war der älteste Sohn des Edelmanns René Pousset I. (geboren um 1580), Sieur de Montauban et de Saint Mars la Bruyère und seiner Ehefrau Anne Mareschal (geboren um 1585). Anne war eine Tochter von Jacques Mareschal, einem königlichen Knappen, Ratsherrn und Staatsanwalt. Damit gehörte sie der gleichen gesellschaftlichen Schicht wie ihr Ehemann an, der „noblesse de robe“, d. h. dem Amt- oder Beamtenadel. Sieur oder Sr., beides Abkürzungen für Monseigneur, war die Titulierung von Adligen bzw. Amts- oder Bürgeradeligen. Diese Bezeichnung war immer mit dem Besitz eines herrschaftlich-landwirtschaftlichen Anwesens wie eines Hofguts (Domäne), eines Weilers oder eines Bauernhofs verbunden. So hatte 1629 René Pousset das Landgut Saint Mars la Bruyère in der Nähe von Groß- und Klein-Montauban erworben, vermutlich käuflich und damit den Titel „Sieur“ führen können. Ein (eventuell auch weiblicher) Sieur konnte im Falle, dass er mehrere Güter besaß, auch mehrere Titel tragen. René starb kurz vor dem 5. Februar 1637, wie aus einem Dokument hervorgeht, in dem das Erbe der Witwe Anne Mareschal an ihre vier Kinder Jacques, Claude, Charles und Anne geregelt wird (Chevalier, 1933).
Jacques’ Bruder Charles Pousset war Prior von Tannie. Sein Bruder Claude Pousset, der im März 1651 Magdelaine Martineau geheiratet hatte, verstarb im Jahre 1657. Über die Schwester Anne Pousset ist nichts weiter bekannt (Chevalier, 1933).

## Leben
Von Jacques Pousset „de Montauban et de Saint Mars la Bruyère“, so sein voller Titel, ist kein genaues Geburtsdatum oder der Geburtsort überliefert, vermutlich wurde er aber um 1610 in Le Mans geboren. Laut der Memoiren seines Onkels Antoine Pousset, Sieur de Brinbert de Mans, starb Jacques Pousset am 16. Januar 1685. Seine erste Heirat mit Geneviève Juif findet sich in den Kirchenbüchern der Pfarrei Saint-Paul von Paris. Geneviève stammte aus einer berühmten Militärarzt-Familie. Aus ihrer Beziehung mit Jacques gingen drei Kinder hervor: Jacques François (Taufe am 9. August 1641), Mathieu (Taufe am 26. Mai 1643 in der Pfarrei Saint-André-des-Arts (Paris)) und Nicolas (Taufe am 10. Juni 1656 in der Pfarrei Saint-André-des-Arts). Geneviève Juifs verstarb im Kindbett. Ihre Beerdigung fand am 23. August 1656 statt, zwei Monate nach der Niederkunft von Nicolas. Jacques taucht in einem Dokument vom 31. Oktober 1657 als Vormund der Kinder seines Bruders Claude und seiner Schwägerin Magdalaine auf, zu einer Zeit, da seine erste Ehefrau Geneviève 1656 verstorben war, er aber die zweite Ehe mit Catharine noch nicht eingegangen war. Das geschah 1659.
Die Details der zweiten Heirat mit Catharine Prudhomme am 13. September 1659 in Paris finden sich in einem Ehevertrag. Catharine war die Tochter des Edelmanns Claude Prudhomme und seiner Frau Dame Magdelaine Lucas. Claude Prudhomme war Barbier und Diener der gewöhnlichen Kammer des Königs. Zu Jacques’ zweiter Hochzeit mit Catherine kamen eine Reihe von angesehenen Persönlichkeiten wie der Herzog von Beaufort (Neffe von Louis XIII.), Pierre Séguier (Kanzler von Frankreich), Guillaume de Lamoignon (Parlamentspräsident) oder Nicolas Fouquet (Finanzminister Frankreichs). Die Taufe zweier Kinder aus dieser Ehe ist in der Pfarrei Saint-André-des-Arts von Paris dokumentiert: Catherine Elizabeth (Taufe am 21. November 1660; verstarb mit 2 ½ Jahren) und Claude (Taufe am 1. November 1662). Weiter wird von zwei anderen Kindern ohne Geburtsdatum berichtet: Marie Francoise (im August 1691 erfolgte ihre Heirat mit Joseph de Surville) und Magdeleine.
1678 wurde Jacques Pousset mit dem Namenszusatz „de Montauban“ der Titel eines Adeligen verliehen. Sein Wappen bilden „Drei silberne Hechte auf blauem Grund“ (D’azur à trois brochets d’argent), wie im Adelswappenregister von Jean-Baptiste Rietstap (1921) angegeben. Für den Namen Pousset ohne den Adelstitel „de Montauban“ besteht das Wappen aus sechs Gold-Lilien.
Nach dem Tod ihres Ehemanns René Pousset (1637) lebte Jacques Mutter, die Witwe Anne Mareschal-Pousset, auf ihrem Anwesen Le Forest und musste Schulden machen. Da sie die Pacht schließlich nicht mehr begleichen konnte, wurde La Forest beschlagnahmt. Deshalb machte sie ihrem Sohn Jacques 1648 eine Schenkung, der das Anwesen für 30.000 Livre verkaufte und ihre Schulden bei den Gläubigern beglich.

## Beruf: Jurist
Der junge Rechtsanwalt Jacques Pousset wurde nach dem Studium der Jurisprudenz am 14. April 1633 zunächst als Stellvertretender Generalstaatsanwalt des Pariser Parlaments (avocat en parlement de Paris) in der Nachfolge des Vaters bestallt. Aus diesem dokumentierten Datum lässt sich errechnen, dass Jacques „in den ersten Jahren des 17. Jahrhunderts“ um 1610 geboren sein dürfte. Jaques genoss aufgrund seiner Beredsamkeit und brillanten Plädoyers vor Gericht in Paris einen exzellenten Ruf und wurde einer der berühmtesten Anwälte Frankreichs. So verteidigte er die Herzogin d’Aiguillon, eine Nichte von Kardinal Richelieu und errang in mehreren komplizierten Fällen großen Erfolg. Seine Reden und Plädoyers wurden noch zu seinen Lebzeiten zumindest in Bruchstücken gesammelt. Am 11. März 1641 übernahm er den Posten eines Beraters des Königs. 1680–1681 war er „bâtonnier“, Präsident der Anwaltskammer von Paris (Chevalier, 1933).

## Schriftsteller
Neben seiner Tätigkeit als Jurist entwickelte Jacques Pousset eine späte Leidenschaft für das Theater. Als Bildungsbürger kannte er die Autoren Nicolas Boileau, Pierre Corneille oder Jean Racine. Auch Jean-Baptiste Poquelin, genannt Molière, dürfte er persönlich gekannt haben, da einige seiner Werke von der Moliére-Truppe, einem Vorläufer der Comédie-Française, aufgeführt worden sind. Vertraut mit ihren Werken schrieb er mehrere Theaterstücke, vom Genre her sowohl Tragödien, Tragikomödien und Schäferspiele, wobei die Tragödien wohl weniger Erfolg gehabt hatten (Hauréau, 1845).
Barthélemy Hauréau (1845) meint in seiner Literaturgeschichte der Grafschaft Maine, es gäbe bei Jacques Poussets Stücken nichts Einfaches in seiner Art, nichts Wahres; im Großen und Ganzen, aber auch im Detail, übertreibe er alles. Einen Stoff, der vielleicht gut für eine pathetische Szene wäre, bausche er zu dramatischen Ungetüm in fünf Akten auf. Insgesamt werden Poussets Stücke mehr wegen seiner Sprache erinnert. „Pousset wird vielfach für die Anmut seiner Diktion und seiner Haltung gelobt. Er scheint seinen Erfolg dem überaus dramatischen Charakter seiner Beredsamkeit zu verdanken. Von dort kommt zweifellos sein Geschmack für das Theater.“ Trotzdem sei er kein vulgärer Schriftsteller: sein Vers sei fest, er spräche eine gute und schöne Sprache – die Sprache von Corneille. Hauréau fasst die dichterische Leistung des Autors knapp zusammen: er sei ein großer Redner und ein tragischer Dichter.

## Werke

### Séleucus
(1652); Tragikomödie.
Das Stück wird als ein Durcheinander, das nichts Komisches hat, beurteilt. Statt großer Leidenschaften fände man dort große Ausbrüche, obendrein lächerliche Kulissen und falsche Kostüme. Es sein, kurz gesagt, ein sehr mittelmäßiges Stück, so der Verriss von Barthélemy Hauréau.

### Zénobie, Reyne d'Arménie
(1653); Tragödie (Paris: Guillaume de Luine).
Zénobie, Tochter des Königs von Armenien, wurde mit Rhadamistin, König von Iberien, verheiratet, der auf dem Hochzeitsmahl Vater und Bruder von Zénobie ermorden lässt. Die zur Rache entschlossenen Armenier besiegen Rhadamistin im Krieg, der aber fliehen kann. Zénobie ist schwanger und bringt in einer Fischerhütte ihr Kind zur Welt. Das Leben ihres Kindes, wie auch ihr eignes, ist durch Rhadamistin bedroht, der sein Kind dem Sieger nicht opfern, sondern lieber töten will. Tyridate, König der Parther, rettet Kind und Mutter.
Es scheint, dass das Stück Anfang 1653 privat im Hause des Herzogs Louis d’Arpajon (1601–1679) aufgeführt wurde. Zénobies Schicksal in Poussets Tragödie hat viele Dichter inspiriert. Hauréau (1845) beurteilt das Stück als ein Geflecht von sehr bizarren Vorfällen und Wiederaufnahme der „Kleopatra“ von Pierre Corneille.

### Indégonde
(1654); Tragödie.
In einem Ränkespiel der bösen Schwiegermutter Goisinthe wird die Geschichte ihres Stiefsohns Hermenigilde, dem spanischen Prinzen erzählt, der mit der französischen Prinzessin Indégonde verheiratet ist. Das Stück spielt in der Zeit des Tiberius. Hermenigilde ist vom arianischen zum christlich-fränkischen Glauben Indégondes konvertiert und verliert als christlicher Märtyrer durch den Henker standhaft sein Leben. Indégonde durchlebt den Schmerz einer christlichen Braut. Der Stoff um den Märtyrer Polyeuktos war 1642 von Pierre Corneille im Stück „Polyeucte“ schon bearbeitet worden, „Indégonde“, offensichtlich eine Nachahmung von „Polyucte“, war als Stück trotzdem erfolgreich. Charles Gounod machte 1878 Corneilles Stück zur Grundlage seiner Oper „Polyeucte“.

### Les charmes de Félicie
(1654); Schäferspiel (Paris: Guillaume de Luynes).
„Die Reize von Félicie“ ist eine mehr galante als dramatischen Pastorale. Das Bühnenbild kann in seiner Dekoration mit Wäldern, Felsen, Echos und Donner als für das Genre der Schäferidylle typisch gelten. Dieses Stück erlangte großen Erfolg, auch wenn das Thema dem kastillischen Schäferroman „Diana“ von Jorge de Montemayor entnommen wurde (Hauréau, 1845), worauf heute im vollen Titel „Les charmes de Félicie, tirés de la Diane de Montemaior. Pastorale“ etwa beim Verlag Hachette, Paris, hingewiesen wird.

### Le comte de Hollande
(1654); Tragikomödie (Paris: Guillaume de Luynes).
„Der Graf von Holland“ fiele in eine ähnliche Kategorie wie „Die Reize von Félicie“; vermutlich würde der erste Akt nicht die Aufmerksamkeit des Zuschauers überstehen, so Hauréau (1845).

### Les aventures et le mariage de Panurge
(1674); Komödie
Die Uraufführung der Komödie in fünf Akten „Die Abenteuer und die Hochzeit des Panurge“, die besonders von François Rabelais inspiriert war (Hauréau, 1845), wird als einziges von Jacques Pousset Stücken von der Comédie-française mit dem 21. Oktober 1683 und zwei Aufführungen angegeben. Mit der Figur des Panurge nimmt Jacques Pousset den Freund von Pantagruel aus François Rabelais‘ Werk „Gargantua und Pantagruel“ in den Fokus, um die uralte Frage mit Witz, Ironie oder Sarkasmus zu behandeln, ob es überhaupt und unter welchen Bedingungen richtig sei zu heiraten (Hauréau, 1845). Das für 250 Jahre verschollene Werk „Panurge“ wurde von der US-amerikanischen Philologin Marion Frances Chevalier (1902 - 1990) im Rahmen ihrer Doktorarbeit erst in den 1930er-Jahren in der Bibliothek von Orléans wiederentdeckt (Chevallier, 1933). Damit konnte sie nachweisen, dass Poussets Komödie das erste Stück war, das aus den Werken von Rabelais abgeleitet wurde. Frédéric Joseph Tanquerey hält es für möglich, dass sich Victor Hugo von einer Szene aus diesem Stück mit dem pseudo-heroischen Ton einer Burleske für sein skandalumwittertes Stück Hernani inspirieren ließ (1936, S. 290). In der 4. Szene des 3. Aktes von „Panurge“ listet der Witzbold Hernani seine pompöse Genealogie der Völlerei und Kochkunst auf.

### Pantagruel
(1674); Komödie.
Bei diesem Stück ist die Autorenschaft noch ungeklärt; es wird aber am ehesten Pousset de Montauban zugeschrieben. Schon im Titel ist die Referenz zu Rabelais‘ Werk „Gargantua und Pantagruel“ enthalten.

### Thyeste
Eine Tragödie, die nur dem Namen nach bekannt ist. Ihr Erfolg dürfte so bescheiden ausgefallen sein, dass sie nicht gedruckt wurde.